# Орландина (клуб)
Орландина — музыкальный клуб в Санкт-Петербурге. Основан компанией «Caravan Records», другим направлением деятельности которой является звукозапись. Название клубу дала одноимённая песня Алексея Хвостенко.

## Описание
Клуб ориентирован на выступления музыкантов, издаваемых на лейбле «Caravan Records», а также различных направлений рок-музыки, фолка, блюза, джаза, электронной альтернативы и тяжёлой музыки. Помимо перечисленных жанров в клубе иногда проходят концерты и поп-групп.
На первом этаже расположены зал с кафе и баром, в котором ведётся трансляция концертов на большом экране, а также музыкальные магазины и салон татуировок. На втором этаже также расположен малый концертный зал (на 300 человек). В сентябре 2007 г. после реконструкции открылся большой зал (вместимостью 1000 человек). Потолки залов покрыты специальной звукопоглощающей плиткой, позволяющей добиться более высокого качества звука.
Дизайн клуба выполнен товариществом КОЛХУИ во главе с Николаем Копейкиным (НОМ), причём оформление большого зала повторяет дизайн зала в предыдущей «Орландине».

## История
Первоначально клуб располагался в помещении на улице Мира. В 1970-х на этом месте располагался подростковый клуб, а в начале 1990-х годов его передали ветеранам Афганской войны, которые открыли там клуб под названием «Перевал». В ноябре 1995 года питерский рок-энтузиаст Алексей Бовкун организовал там работу музыкального клуба, который унаследовал имя «Перевал».
За два года существования в нём регулярно выступали группы «Краденое солнце», «Зимовье зверей», «Оле Лукойе», «Чуфелла Марзуфелла», «Танцы Минус», «Ad Libitum», «Wine». Кроме того, по этому же адресу начала свою работу звукозаписывающая студия «RP Studio».
Со смертью Алексея Бовкуна «Перевал» закрылся и не функционировал, до тех пор пока в 2001 г. Максим Суслопаров не открыл клуб «Орландина». 31 января 2005 года по не зависящим от владельцев клуба причинам он также прекратил своё существование.
В марте 2006 года клуб «Орландина» открылся на новом месте — набережной реки Карповки.
27 июня 2010 года, после выступления группы Damage Dealers, клуб был закрыт.
С сентября 2010 до мая 2012 года клуб работал около телебашни (ул. Инструментальная, д. 3).
4 мая 2012 года администрация «Орландины» объявила о закрытии клуба.

## Галерея

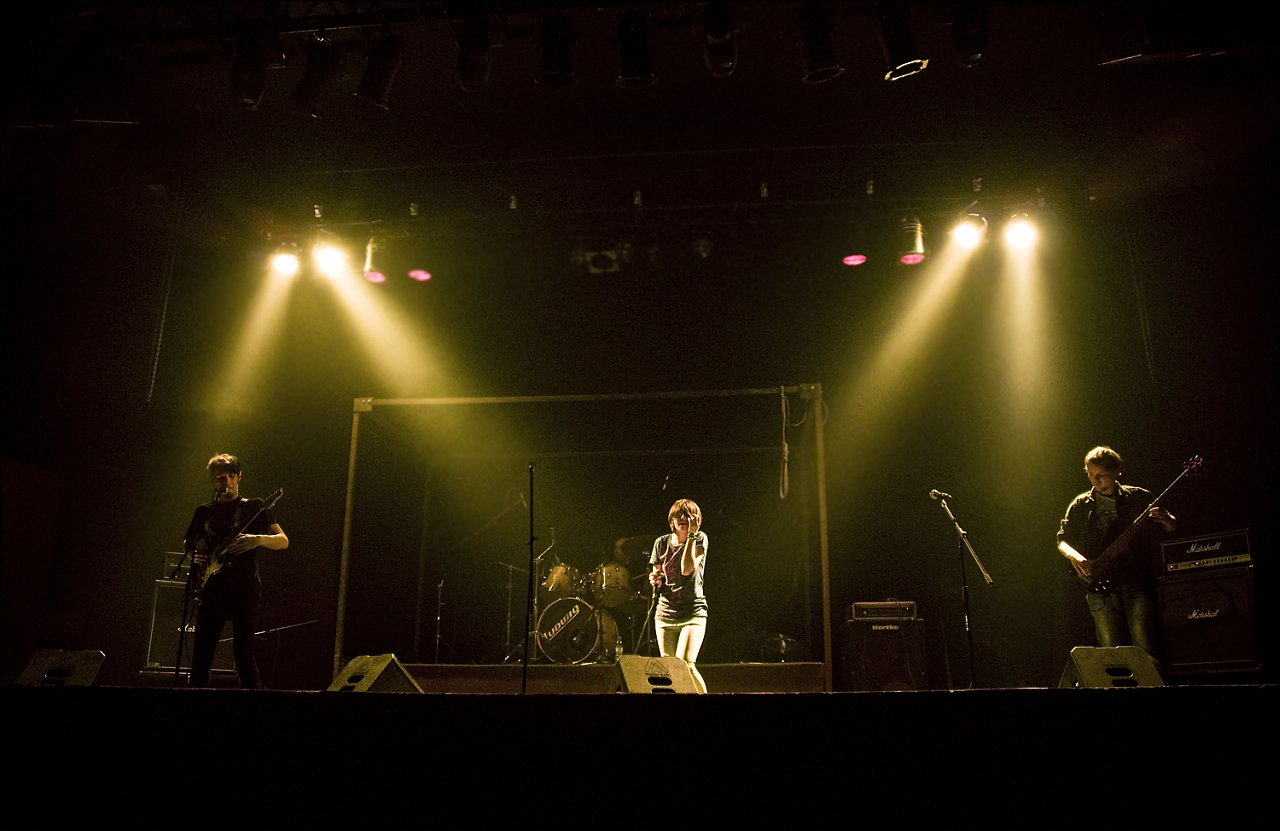
Фотография с открытия клуба Орландина
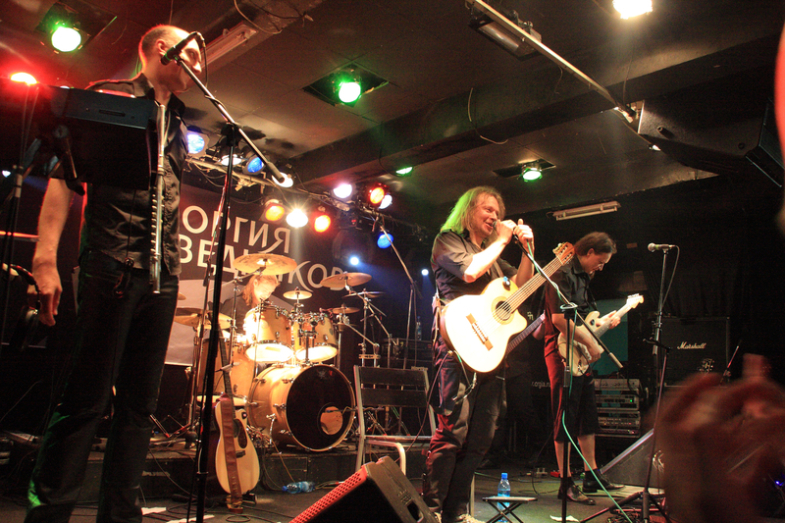
Группа «Оргия Праведников» в Орландине
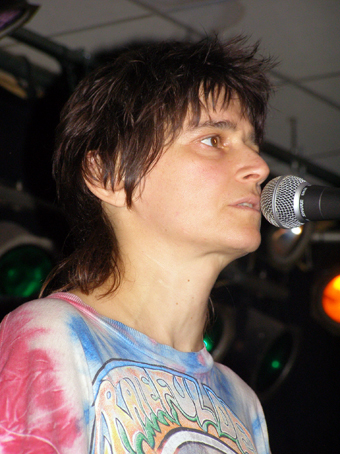
Умка в Орландине